# Lepterpeton
Lepterpeton dobbsii es una especie extinta de lepospóndilo (pertenecientes al grupo Nectridea) que vivió a finales del período Carbonífero en lo que hoy es Irlanda.